# Bardiya (distrito)
Bardiya é um distrito da zona de Bheri, no Nepal. Possui uma área de 2 025 km² e uma população (2001) de 382 649.